# General Grot Rowecki

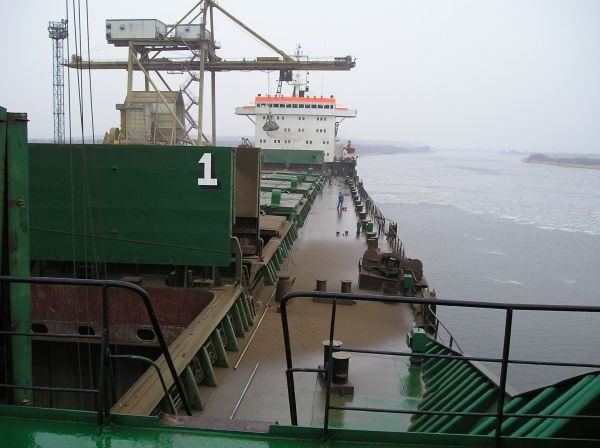
Vue sur le bateau

Le General Grot Rowecki est un navire vraquier construit en 1986 qui a heurté le chimiquier Ece dans la Manche le 31 janvier 2006. Son nom vient de Stefan Grot-Rowecki, un général polonais de la Seconde Guerre mondiale.
Battant pavillon maltais, il jauge 23 000 tonnes pour 198 mètres de long.